# Dětský nábytek
Dětský nábytek je jedna ze specifických kategorií nábytkářského průmyslu. V jeho současné podobě ho známe přibližně od 18. století. Kromě běžných typů nábytku přizpůsobených svými rozměry dětem sem patří nábytek vhodný pouze pro děti, např. kolébka, dětská postýlka, dětská jídelní židle stolu.

## Kolébka
Její předchůdce lze najít už ve starověku. Nejčastěji bývaly vyrobené z vrbového proutí. Ke kolébání se používala plachta, která se přivazovala na trám či větev stromu. Jednalo se o první závěsnou kolébku. Děti se rovněž ukládaly do proutěného koše nebo dřevěné bedničky. Kolébka na obloukových lištách - kolíbadlech je známá asi od 16. století. Dnes se objevuje spíše výjimečně a je vhodná pouze pro nejmenší miminka.

## Dětská postýlka
Existují klasické dětské postýlky určené pro konkrétní věk dítěte a dětské postýlky, tzv. rostoucí. Ty jsou díky své variabilitě určené pro širší věkové rozpětí. Dětská postýlka musí mít ohrádku a bezpečnostní pojistku. Tím je dítě chráněno před vypadnutím a následným úrazem.

## Jídelní židle
Tyto židličky mají vysoké nohy a jsou vhodné pro malé děti, které z běžné židle nedosáhnou na stůl. Dětské židličky jsou opatřeny pultíkem sloužícím kromě jídla i k dalším činnostem. Moderní jídelní židle jsou variabilní, dají se různě polohovat, takže je lze využít nejenom ke krmení.

## Dětské skříně
Mají menší rozměr a jsou uzpůsobeny tak, aby si z nich malé dítě umělo vzít oblečení či věci bez pomoci dospělých. Dětské skříně jsou uzpůsobeny dětem také designem. Jsou barevné, často s aplikacemi zvířat či pohádkových postaviček.

## Dětský stůl
Dětský stůl rozměrově odpovídá výšce dítěte. Existují pevné stoly a stoly variabilní. Variabilní dětské stoly rostou s dítětem. Princip spočívá v posouvání základní desky stolu vždy tak, aby odpovídala aktuální výšce dítěte.

## Bezpečnost dětského nábytku
Dětský nábytek je konstruován tak, aby byl bezpečný. Kvalita vyžaduje stabilitu a pevnost. Nábytek musí mít zaoblené hrany, aby se dítě nezranilo, veškeré spojovací prvky jsou řádně zapuštěny do povrchu. Dalším důležitým prvkem jsou zásuvky. Musí být zabezpečeny tak, aby se nedaly vytáhnout a dítě do nich nemohlo strčit prsty. Je třeba dávat pozor i na materiál. Měl by být po všech stránkách netoxický, a to včetně povrchové úpravy. Souhrnně, dětský nábytek by měl splňovat bezpečnostní a hygienické normy.